# Antipathidae
Antipathidae (d'Orbigny, 1851) è una famiglia di coralli antipatari della sottoclasse degli Esacoralli..

## Descrizione
La famiglia Antipathidae è costituita da coralli coloniali privi di scheletro calcareo come tutti gli Antipatari. Il loro esoscheletro è composto primariamente da materiale organico proteico ricoperto di spine. La famiglia è caratterizzata da polipi che: variano da circa 0,5 mm a più di 1 mm di diametro trasversale; non sono allungati nel piano trasversale; possiedono sei mesenteri primari e quattro secondari e presentano tentacoli sagittali che sono sostanzialmente più lunghi dei tentacoli laterali quando sono completamente espansi, anche se quest'ultima caratteristica può non essere evidente nei campioni conservati.
Storicamente, gli Antipathidae sono stati considerati una sorta di "discarica" tassonomica degli Antipatari. Infatti è la famiglia degli Antipatari più antica e più ricca di specie. Di conseguenza, la morfologia del tipo di colonia e della colonna vertebrale scheletrica è molto eterogenea all'interno di questa famiglia. A partire dagli anni 2000 diversi taxa che in precedenza appartenevano agli Antipathidae sono stati trasferiti a nuove famiglie. Tuttavia la famiglia è ancora considerata polifiletica e necessita di ulteriori revisioni tassonomiche.

## Biologia
Al pari degli altri antipatari le specie di questa famiglia sono sempre state considerate azooxantellate, cioè prive di zooxantelle endosimbionti. Recenti studi hanno permesso di dimostrare, almeno in alcune specie, la presenza di zooxantelle del genere Symbiodinium.

## Distribuzione e habitat
Le specie di questa famiglia sono distribuite su tutti gli oceani.  Alcune specie possono essere trovate a profondità di pochi metri e altre fino a 8.600 m, ma la maggior parte si trova a profondità comprese tra circa 20 e 1.000 m.

## Tassonomia
Secondo il World Register of Marine Species (WORMS),la famiglia è composta dai seguenti generi:
- Allopathes Opresko & Cairns, 1994 (3 specie)
- Antipathes Pallas, 1766 (66 spp.)
- Cirrhipathes de Blainville, 1830 (16 spp.)
- Hillopathes van Pesch, 1914 (1 sp.)
- Pseudocirrhipathes Bo & al., 2009 (1 sp.)
- Pteropathes Brook, 1889 (1 sp.)
- Stichopathes Brook, 1889 (34 spp.)